# Кундево
Ку́ндево (болг. Кундево) — село в Смолянській області Болгарії. Входить до складу общини Неделино.

## Населення
За даними перепису населення 2011 року у селі проживали 275 осіб, з них 23 особи (88,5%) — болгари.
Розподіл населення за віком у 2011 році:
Динаміка населення: